# 中村泰造
中村 泰造（なかむら たいぞう）は、日本の漫画編集者。集英社第4編集部部長代理。青年誌の編集長を務めた。

## 経歴
月刊少年ジャンプ編集部を経て、週刊少年ジャンプ編集部に配属され、秋本治『こちら葛飾区亀有公園前派出所』2代目担当（1986 - 1988年）を務めた。編集者6年目に新人賞選外から井上雄彦を発掘したほか、漫☆画太郎『珍遊記 -太郎とゆかいな仲間たち-』、こせきこうじ『県立海空高校野球部員山下たろーくん』などを担当した。
その後、『週刊ヤングジャンプ』副編集長、『ビジネスジャンプ』編集長を歴任し、2010年6月からは『スーパージャンプ』編集長。『スーパージャンプ』休刊後『グランドジャンプPREMIUM』創刊編集長を務めた。
第4編集部部長代理を担当していたが、2013年10月29日より嶋智之に代わり『週刊ヤングジャンプ』編集長を兼任していた（その後、嶋が復帰）。

## 人物
- 井上雄彦『SLAM DUNK』『リアル』ではバスケットボール雑誌の編集者として、 漫☆画太郎『珍遊記 -太郎とゆかいな仲間たち-』や『地獄甲子園』では飲んだくれの中村泰造として登場している。
- コラムニストのえのきどいちろうとは幼なじみ[4]。